# Rioux (Charente-Maritime)
Rioux ist ein Ort und eine südfranzösische Gemeinde mit 977 Einwohnern (Stand 1. Januar 2022) im Département Charente-Maritime in der Region Nouvelle-Aquitaine.

## Lage
Der Ort liegt in der Saintonge etwa 15 Kilometer (Fahrtstrecke) südwestlich von Saintes bzw. etwa 34 Kilometer östlich der Gironde-Mündung bei Royan. Die Nachbargemeinde Rétaud mit der ganz ähnlichen Kirche Saint-Trojan liegt nur etwa fünf Kilometer nördlich.

## Bevölkerungsentwicklung
| Jahr      | 1800 | 1851 | 1901 | 1954 | 1999 | 2013 |
| Einwohner | 1098 | 1224 | 739  | 636  | 771  | 937  |

Der Bevölkerungsrückgang Ende des 19. und in der ersten Hälfte des 20. Jahrhunderts ist im Wesentlichen auf die Reblauskrise im Weinbau und die zunehmende Mechanisierung der Landwirtschaft zurückzuführen.

## Wirtschaft
Für die umliegenden Landgemeinden war Rioux schon im Mittelalter als zentraler Markt- und Handwerksort von Bedeutung. Landwirtschaft und Weinbau sind auch heute aus dem Wirtschaftsleben des Ortes nicht wegzudenken. Seit den 1980er Jahren ist der Tourismus  in der Form der Vermietung von Ferienwohnungen (gîtes) als Einnahmequelle hinzugekommen.

## Geschichte
Über die Geschichte von Rioux ist so gut wie nichts bekannt bzw. publiziert. Auf alle Fälle dürfte das ehemalige Priorat von Notre-Dame als Kern für die Entstehung bzw. Entwicklung der Ortschaft eine bedeutsame Rolle gespielt haben.

## Sehenswürdigkeiten

### Sonstige

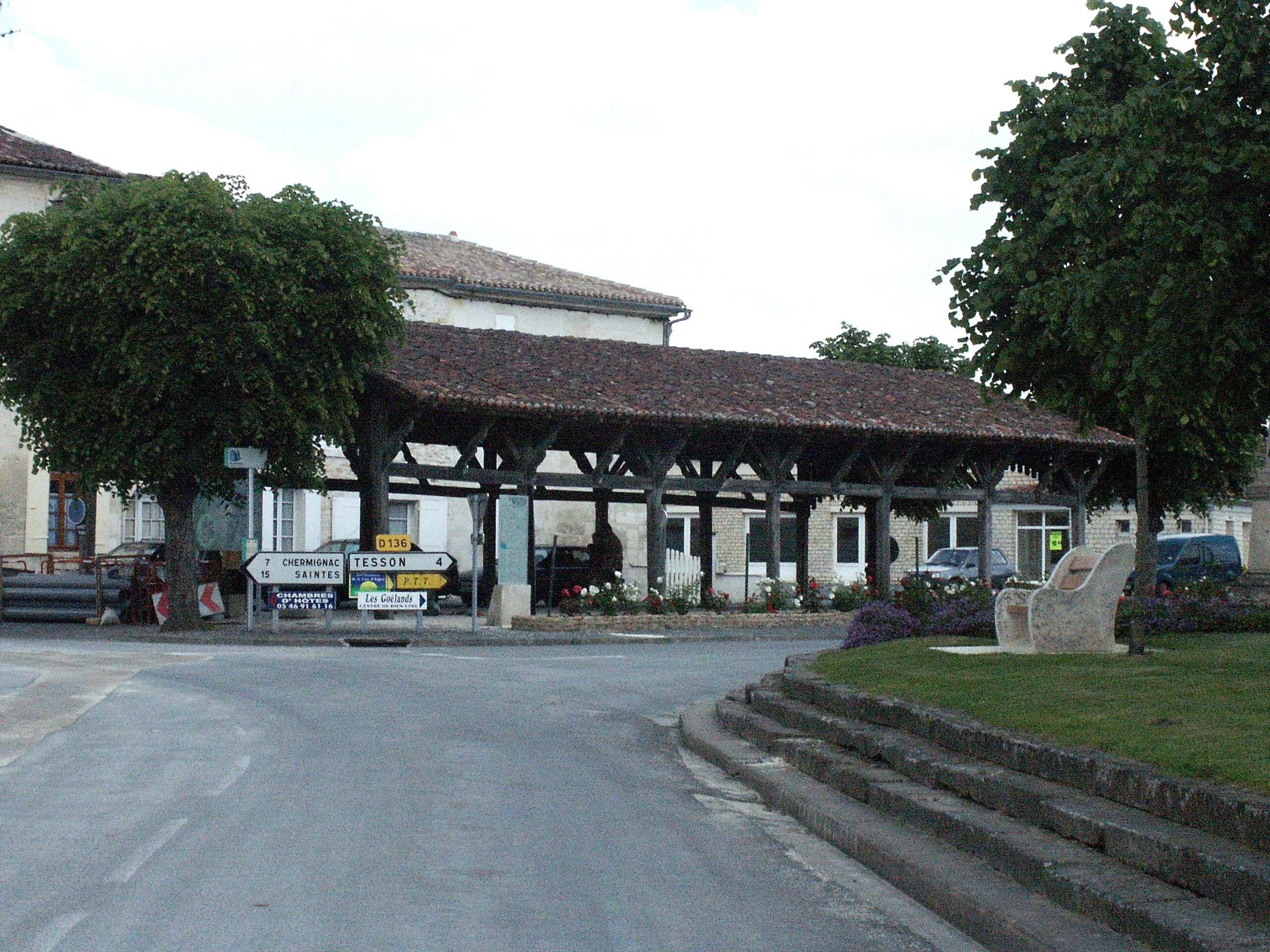
Markthalle

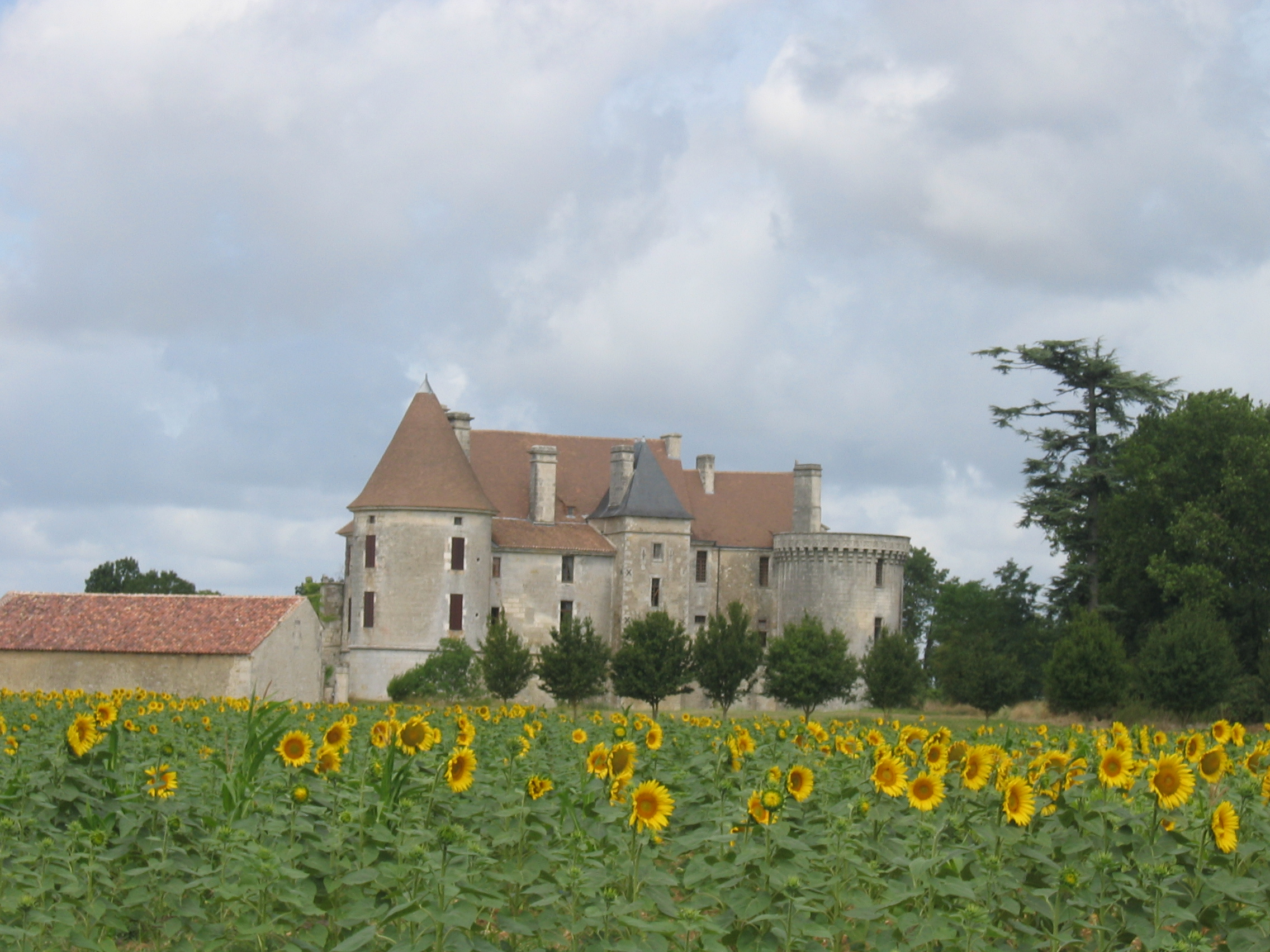
Château de Rioux

- Ein Hosianna-Kreuz (Croix Hosannière) aus dem Jahr 1188 stand ehemals möglicherweise auf dem Friedhof; dieser wurde jedoch im 17. oder 18. Jahrhundert verlegt und so steht das Kreuz frei am Südrand des Ortes. Über einem mächtigen Podest bestehend aus vier konzentrischen Steinringen mit abnehmendem Durchmesser (ca. 2,10 m bis 1,60 m) und einem zylindrischen Sockel (0,60 m Durchmesser) erhebt sich der aus vier größeren und vier kleineren Säulchen zusammengesetzte Schaft des Monuments, der in gewisser Weise an die Totenlaterne (lanterne des morts) in Fenioux erinnert. An der Spitze befindet sich ein Tatzenkreuz. Einer lokalen Überlieferung zufolge versammelte sich hier am Palmsonntag die Gemeinde, um – mit Zweigen in den Händen – „Hosianna“ zu rufen bzw. zu singen.
- Die auf 14 hölzernen Stützen ruhende Markthalle (halle) stammt aus dem ausgehenden Mittelalter (15. Jh.) wurde aber im 19. Jahrhundert gründlich erneuert. Sie diente dem Ort nicht nur an Markttagen, sondern auch bei Festen und anderen Versammlungen als zentraler und vor allem wetterfester Platz.

außerhalb
- Das Château de Rioux liegt etwa zwei Kilometer nördlich de Ortes (45° 38′ 58″ N, 0° 42′ 29″ W). An der Stelle stand möglicherweise eine mittelalterliche Burg, die jedoch im 15. Jahrhundert und im frühen 17. und 18. Jahrhundert zu einem recht ansehnlichen Herrensitz umgebaut wurde. Markant die die beiden Rundtürme, von denen der eine ein kegelförmiges Spitzdach hat, während der andere in einer Plattform mit umlaufender Brüstung endet. Das Landschloss wurde 1965 als Monument historique[2] anerkannt; es befindet sich jedoch in Privatbesitz.